# Luxe TV
LUXE TV é um canal de televisão internacional luxemburguês exclusivamente dedicado ao mundo do luxe.

## História
O LUXE TV foi criado por Jean Stock e J.B. Stock em junho de 2006. Este canal é controlado pela família Stock com quase 60% do capital. O saldo é detido por um conjunto de personalidades dos medias europeus, como Luxadvor, propriedade do multimilionário russo Sergueï Pougatchev.

## Programas
LUXE.TV é a primeira rede de televisão dedicada exclusivamente ao mundo do luxo. Com equipas de produção presentes em dezassete capitais do luxo no mundo, LUXE.TV propõe programas de qualidade consagrados ao sector do luxo em toda a sua diversidade. Os programas são filmados integralmente em Alta Definição.
Difundido en alemão, inglês, espanhol, francês, italiano e russo, LUXE.TV já tem um acesso directo a mais de 360 milhões de telespectadores na Ásia, em Europa, no Médio Oriente e na África do Norte. A linha editorial de LUXE.TV aparenta-se à descoberta das montras do mundo do luxo. Os assuntos articulam-se em seis facetas do luxo: beleza e moda, joalharia e relógios, arte da casa, desportos e lazeres, hotéis e gastronomia, automóveis, aviões e barcos.
O tratamento das temáticas faz-se a dois níveis:
- As reportagens são filmadas pelas equipas de LUXE.TV no mundo inteiro. Estes assuntos duram entre 5 e 8 minutos e apresentam a particularidade de não incluir comentários de jornalistas: articulam-se em redor de uma ou várias entrevistas. Cada reportagem começa por uma pequena introdução de uma vintena de segundos que dão as informações essenciais. Esta voz feminina é uma das marcas de fábrica de LUXE.TV.

As reportagens são filmadas por equipas instaladas em 17 capitais do luxo: Banguecoque, Barcelona, Bordéus, Genebra, Londres, Los Angeles, Luxemburgo, Marraquexe, Milão, Mónaco, Moscovo, Nova Iorque, Nice, Paris, Pequim, Shanghai e Tóquio.
- As "News": a fim de proteger o acesso às imagens de actualidade LUXE.TV negociou acordos de fornecimento de imagens com agências de imprensa.

A cadeia escolheu posicionar-se de maneira totalmente complementar das outras ofertas. Assim, difunde várias vezes o mesmo programa durante 24 horas de maneira a tocar um máximo de audiência. Durante a semana, a "montra" é renovada todos os dias. Durante o fim de semana é proposto um "Best-Of".

## Divulgação
LUXE.TV é produzida integralmente e proposta em alta definição ("HD"), é difundida igualmente em norma numérica actual ("SD") a fim de maximizar a audiência desde o lançamento.
A cadeia é difundida em inglês, alemão, francês, italiano, espanhol e russo na Europa via os satélites Astra 19°2 E, Hot BIRD, Eutelsat W3A, ao Médio Oriente via Arabsat BADR4 e na Ásia via Eutelsat W5.
- Na Ásia: via satélite "free-to-air" HD: Eutelsat W5
- Na África do Norte e no Oriente Médio: via satélite "free-to-air" SD e HD: Arabsat BADR 4, Eutelsat HotBird
- Na Europa: via os satélites "free-to-air": Astra 19°2 E, Eutelsat Hot Bird et W3A
- Na Alemanha:
  - via o cabo numérico: Kabel BW, Primacom, wihelm.tel
  - via a plataforma informática Zattoo
- Na Bélgica:
  - via o cabo numérico: Coditel
  - via a plataforma informática Zattoo
- Na França:
  - via o ramo satélite: Novo Canalsat
  - via o cabo numérico: Noos, Numericable
  - via a televisão por ADSL: Club Internet, DartyBox, Free, Orange TV, Alice
  - via os telefones móveis: Orange
  - via a fibra óptica: CitéFibre, Erenis, Orange TV
- Na Itália: via os satélites "free-to-air": Eutelsat Hot BIRD e Sky (# 817)
- Em Luxemburgo: via o cabo numérico e analógico: Coditel, Eltrona e SIEMENS
- Em Mônaco: via o cabo numérico: MC Cable
- Na Noruega: via a plataforma informática Zattoo
- Na Suíça: via a televisão por ADSL: BluewinTV